# Marian Cieniewski
Marian Cieniewski (ur. 6 grudnia 1903 w Warszawie, zm. 1944 w Warszawie) – polski zapaśnik w stylu klasycznym.

## Życiorys
Urodził się 6 grudnia 1903 w Warszawie w rodzinie rzemieślniczej. Był synem piłkarza. We wczesnym dzieciństwie został sierotą. W 1919 ochotniczo wstąpił do Wojska Polskiego. Uczestnik wojny polsko - bolszewickiej. Podczas walk frontowych nabawił się gruźlicy. W 1921 odszedł z wojska i powrócił do Warszawy. Pracował jako piekarz. Po zdaniu małej matury został kontrolerem w tramwajach miejskich.
Uprawiał zapasy w stylu klasycznym. Reprezentował barwy Polskiego Towarzystwa Atletycznego Warszawa. Po rozwiązaniu klubu w grudniu 1929 został zawodnikiem Legii Warszawa. W 1926, 1927 i 1928 roku zdobywał mistrzostwo Polski w wadze ciężkiej. Na mistrzostwach Europy w Budapeszcie w 1927 zajął 4. miejsce. W 1928 był chorążym polskiej reprezentacji na igrzyskach olimpijskich w Amsterdamie. Nie wystąpił na igrzyskach powodu zwichnięcia nogi. W 1930 został brązowym medalistą mistrzostw Polski. W 1933 zakończył karierę. Po zakończeniu kariery udzielał się społecznie w ruchu sportowym. W 1938 został współzałożycielem sekcji zapaśniczej w klubie Syrena. W czasie II wojny światowej przebywał w Warszawie. Zmarł w 1944 wskutek odnowienia się gruźlicy.